# Herreys
Herreys var en poptrio fra Sverige bestående af tre brødre: Per, Richard og Louis Herrey. De betragtas som Sveriges første boyband.
Brødrene vandt Melodifestivalen 1984 og Eurovision Song Contest samme år med sangen "Diggi-loo diggi-ley". På engelsk hedder den "Diggi Loo Diggi Ley". De solgte cirka 4 millioner plader i alt i Europa. De turnerede og optrådte flitigt i 1984 og 1985, men derefter aftog populariteten. Det er kun Richard Herrey, som i dag arbejder med musik på fuld tid, blandt andet som musicalartist.

## Diskografi
- 1984: Diggi-loo Diggi-ley
- 1985: Crazy People
- 1985: Not Funny
- 1986: Different I's
- 1987: Live in Tivoli
- 1994: Där vindarna möts
- 1995: Herreys Story
- 2002: Gyllene Hits
- 2010: The greatest Hits